# Effectif actuel du Grasshopper Club Küsnacht Lions
| No    | Nom                  | Nat. | Position  | Arrivée                |
| ----- | -------------------- | ---- | --------- | ---------------------- |
| +035, | Daniel Guntern       |      | Gardien   | Formé au club          |
| +095, | Urban Leimbacher     |      | Gardien   | 2014 - HC Bâle         |
| +034, | Niklas Schlegel      |      | Gardien   | Formé au club          |
| +096, | Alexander Braun      |      | Défenseur | Formé au club          |
| +028, | Mike Breiter         |      | Défenseur | Formé au club          |
| +073, | Billy Hunziker       |      | Défenseur | Formé au club          |
| +007, | Luca Luschinger      |      | Défenseur | Formé au club          |
| +032, | Cédric Maurer        |      | Défenseur | 2015 - EV Zoug U20     |
| +033, | Atanasio Molina      |      | Défenseur | Formé au club          |
| +077, | Bryan Peter          |      | Défenseur | Formé au club          |
| +017, | Florian Schmuckli    |      | Défenseur | 2013 - EV Zoug         |
| +005, | Simon Seiler         |      | Défenseur | Formé au club          |
| +090, | Daniel Sørvik        |      | Défenseur | 2015 - Vålerenga       |
| +071, | Jari Allevi          |      | Attaquant | Formé au club          |
| +010, | Jérôme Bachofner     |      | Attaquant | Formé au club          |
| +089, | Dominik Diem         |      | Attaquant | Formé au club          |
| +021, | Ramon Diem           |      | Attaquant | Formé au club          |
| +009, | Kris Foucault        |      | Attaquant | 2015 - Vienna Capitals |
| +091, | Mattia Hinterkircher |      | Attaquant | Formé au club          |
| +098, | Marco Miranda        |      | Attaquant | Formé au club          |
| +023, | Pascal Nägeli        |      | Attaquant | Formé au club          |
| +081, | Raphael Prassl       |      | Attaquant | Formé au club          |
| +026, | Damon Puntus         |      | Attaquant | 2013 - EHC Uzwil       |
| +088, | Kris Schmidli        |      | Attaquant | Formé au club          |
| +076, | Fredrik Sitje        |      | Attaquant | Formé au club          |
| +022, | Pius Suter           |      | Attaquant | 2015 - Storm de Guelph |
| +025, | Tim Ulmann           |      | Attaquant | 2015 - Lausanne HC     |